# Lamourouxia gutierrezii
Lamourouxia gutierrezii är en snyltrotsväxtart som beskrevs av Oerst.. Lamourouxia gutierrezii ingår i släktet Lamourouxia och familjen snyltrotsväxter. Inga underarter finns listade i Catalogue of Life.